# Merlin (bande dessinée, Sfar)
Pour les articles homonymes, voir Merlin.
Merlin est une série de bande dessinée écrite par Joann Sfar et dessinée par José-Luis Munuera. Le scénario est repris par Jean-David Morvan à partir du tome 5.
On y voit l'enchanteur Merlin dans son enfance, accompagné de ses meilleurs amis, un cochon parlant nommé Jambon et un ogre gourmand appelé Tartine.

## Albums
- Merlin, Dargaud :

1. Jambon et Tartine, 1999,  (ISBN 2-205-04794-9)[2].
2. Contre le Père Noël, 1999,  (ISBN 2-205-04903-8)[3].
3. Va à la plage, 2000,  (ISBN 2-205-05528-3)[4].
4. Le Roman de la mère de Renard, 2001,  (ISBN 2-205-05094-X).
5. Tartine et Iseult, 2002,  (ISBN 2-205-05273-X).
6. Merlin papa, 2003,  (ISBN 2-205-05527-5).